# Teucholabis (Teucholabis) unicingulata
Teucholabis (Teucholabis) unicingulata is een tweevleugelige uit de familie steltmuggen (Limoniidae). De soort komt voor in het Neotropisch gebied.